# Iaras (kommun i Brasilien)
Iaras är en kommun i Brasilien.   Den ligger i delstaten São Paulo, i den södra delen av landet, 800 km söder om huvudstaden Brasília. Antalet invånare är 6 377.
Trakten runt Iaras består i huvudsak av gräsmarker. Runt Iaras är det glesbefolkat, med 9 invånare per kvadratkilometer.